# Liste der Kulturdenkmäler in Bruchweiler-Bärenbach
In der Liste der Kulturdenkmäler in Bruchweiler-Bärenbach sind alle Kulturdenkmäler der rheinland-pfälzischen Ortsgemeinde Bruchweiler-Bärenbach aufgeführt. Grundlage ist die Denkmalliste des Landes Rheinland-Pfalz (Stand: 31. August 2023).

## Einzeldenkmäler
| Bezeichnung                          | Lage                        | Baujahr         | Beschreibung                                                                                             | Bild                           |
| ------------------------------------ | --------------------------- | --------------- | --- | ------------------------------ |
| Wohnhaus                             | Dorfstraße 5 Lage           | 1762            | eingeschossiges Fachwerkhaus, bezeichnet 1762, neugotischer Eingangsbereich, Anfang des 20. Jahrhunderts | Fotos hochladen                |
| Wohnhaus                             | Dorfstraße 8 Lage           | 18. Jahrhundert | Fachwerkhaus, teilweise massiv, 18. Jahrhundert                                                          | Fotos hochladen                |
| Katholische Pfarrkirche Heilig Kreuz | Gartenstraße 1 Lage         | 1840            | neuromanischer Saalbau, 1840                                                                             | weitere Bilder Fotos hochladen |
| Mühlrad                              | Hauptstraße, an Nr. 20 Lage |                 | großes unterschlächtiges Mühlrad                                                                         | weitere Bilder Fotos hochladen |
| Forstamt                             | Im Grün 10 Lage             | um 1905/10      | ehemaliges Forstdienstgebäude; eingeschossiger, reich gegliederter Krüppelwalmdachbau, um 1905/10        | weitere Bilder Fotos hochladen |
| Wohnhaus                             | Marienstraße 4 Lage         | 18. Jahrhundert | Fachwerkhaus, teilweise massiv, 18. Jahrhundert                                                          | Fotos hochladen                |